# María Ugarte
María de la Purificación Ugarte España (Segovia, Castilla la Vieja, España, 22 de febrero de 1914–Santo Domingo, Distrito Nacional, República Dominicana, 4 de marzo de 2011) fue una periodista, escritora, académica, historiadora y paleógrafa dominicana de origen español. Ugarte fue la primera mujer en ejercer el periodismo en la República Dominicana; también la primera mujer en ser miembro de la Academia Dominicana de la Historia. En el año 2008 fue galardonada con el premio Nacional de Literatura República Dominicana.

## Biografía
Nació en Segovia (Castilla la Vieja, España), hija del comandante Jerónimo de Ugarte y Roure, un soldado de origen vasco que se convirtió en gobernador civil de Zamora en la Segunda República Española de mayo de 1934 a febrero de 1936. Ella fue estudiante de Antonio Machado y José Ortega y Gasset, y compañera de clase de Julián Marías.
En 1933 participó como alumna, en la expedición conocida como crucero universitario por el Mediterráneo de 1933 organizado por Manuel García Morente y secundado por Fernando de los Ríos. Viaje de estudios que, durante el verano de dicho año realizaron cerca de doscientas personas entre catedráticos, profesores universitarios, alumnos de diversas facultades y organizadores (entre ellos profesores relevantes y alumnos que posteriormente serían primeras figuras de la vida cultural, artística y creadora de la sociedad española). El buque se llamaba Ciudad de Cádiz y recorrió durante cuarenta y ocho días los principales yacimientos arqueológicos del Mediterráneo y recorrió Túnez, Malta, Egipto, Creta, Chipre, Palestina, Turquía, Grecia, Sicilia e Italia.
Ugarte España obtuvo una licenciatura en Filosofía y Letras (1935) de la Universidad Central de Madrid (ahora Universidad Complutense de Madrid), especializada en Ciencias Históricas, y de 1934 a 1936 fue profesora asistente del historiador Pío Zabala y Lera.
En la universidad conoció a Constantino Brusíloff (1895–1977), un exiliado ruso, veterano de la Primera Guerra Mundial. Se casaron y tuvieron una hija: María del Carmen, apodada Carmenchu. Brusíloff participó en la guerra civil española en el bando republicano.
El triunfo del bando sublevado y el ascenso al poder de su líder Francisco Franco, les obligó a huir al exilio a la República Dominicana, donde llegaron a principios de febrero de 1940. En un primer momento, Ugarte trabajó en la Secretaría de Estado de Asuntos Exteriores; también se dedicó a enseñar el idioma español a los refugiados judíos de la Segunda Guerra Mundial en Sosúa, en el norte de República Dominicana.
Entre junio y noviembre de 1943, Ugarte impartió en la Universidad de Santo Domingo el primer curso de Archivística llevado a cabo en la República Dominicana. Ella hizo el primer Boletín del Archivo General de la Nación, que fue publicado en 1947. Durante la década de 1940, Ugarte descubrió un enorme repertorio de documentos coloniales, entre ellos, los Archivos Reales de Bayaguana.
Debido a la falta de libertades civiles bajo la dictadura de Trujillo, su marido, al igual que muchos otros exiliados, buscó refugiarse en otro país. Tras el matrimonio sostener diferencias sobre su permanencia en la República Dominicana, Ugarte y Brusíloff se divorciaron, marchando este último hacia Venezuela alrededor de 1945.
En abril de 1948, Ugarte comenzó su carrera como periodista en el periódico El Caribe, invitada por su director gerente, Rafael Herrera; en El Caribe fue editora asistente, directora del suplemento cultural (1963–1998), y directora de suplementos y trabajó allí hasta su jubilación, en 2000. En 1950, se casó en régimen de separación de bienes con el ganadero José Antonio Jiménez Álvarez; enviudó en 1966.
Falleció en Santo Domingo el 4 de marzo de 2011, a la edad de 97 años; fue sepultada en el cementerio Cristo Redentor.

## Algunas obras
- Origen de las universidades y de los títulos académicos[8]
- Monumentos coloniales (1977)[12]
- La Catedral de Santo Domingo, Primada de América (1992)[12]
- Iglesias, capillas y ermitas coloniales (1995)[12]
- Estampas coloniales (1998)[12]
- Prats Ventós, 1925-1999 (2002)[12]